# 埃胡德·奥尔默特
埃胡德·歐麥特（希伯來語：‎，1945年9月30日—），以色列政治家，曾任耶路撒冷市長及以色列總理，后因貪污醜聞下台。

## 家族背景
祖父是中国哈尔滨的犹太侨民，曾回到哈尔滨替祖父扫墓。父亲在哈尔滨长大，22岁移居以色列，能说流利的中文。艾胡德·歐麥特据称可以听懂中文。

## 政治生涯
歐麥特曾是利庫德集團元老，而且是以色列的強硬鷹派人物之一，2005年他追隨以色列總理阿里埃勒·沙龙退出利庫德集團，加入溫和中間派政黨前進黨。
2006年1月4日，時任以色列總理沙龙因突發嚴重中風被緊急送往耶路撒冷哈達薩醫院進行搶救，歐麥特接替他所有的職務。1月16日，艾胡德·歐麥特被選為前進黨代理主席。2006年以色列國會選舉工黨、前進黨、利庫德集團參與選舉，可謂“三強鼎立”。5月4日，当选以色列总理。
奧爾默特上任時，激進伊斯蘭組織哈馬斯贏得巴勒斯坦第二次國會選舉組建政府，以巴關係迅速緊張，在哈馬斯和巴勒斯坦自治政府主席阿巴斯領導的溫和派法塔赫/巴勒斯坦解放組織關係破滅后，哈馬斯隨即控制加沙地帶，使局勢更形緊張接替沙龙任总理的奥尔默特，甫上任就拒绝与巴人谈判，更承诺国民到2010年有「永久」东面边界，包括西岸地区。2007年，哈马斯从法塔赫手中取得加沙地带控制权，之后以色列一再向加沙发动空袭和地面攻击，导致逾1000死伤。
因涉嫌多项腐败丑闻，奥尔默特于2008年9月辞去总理及前進黨主席职务，但他繼續擔任看守總理直至2009年以色列國會選舉。

## 入狱
2012年7月10日，耶路撒冷一家法庭宣布了对奥尔默特的判决，证实他在任以色列贸易和工业部长期间犯下受贿罪。法院晚些时候将裁定对他的量刑。但是，收受美国商人贿赂以及向以色列多家慈善组织重复索取海外旅行费用这两项罪名被判不成立。2014年5月13日，特拉维夫一家法院以收受贿赂罪判处奥尔默特6年有期徒刑。2015年12月29日他被以色列最高法院改判为18个月监禁。
奥尔默特最终入狱服刑16个月后于2017年7月保释出狱。